# Unione Sportiva Alessandria Calcio 1912 2004-2005
Questa voce raccoglie le informazioni riguardanti l'Unione Sportiva Alessandria Calcio 1912 nelle competizioni ufficiali della stagione 2004-2005.

## Organigramma societario
Area direttiva
- Presidente onorario: Francesco Sangiovanni
- Amministratore unico: Giuseppe Piazza
- Direttore generale: Sergio Vatta

Area organizzativa
- Segretario: Emiliano Vaccari

Area tecnica
- Allenatore: Riccardo Milani
- Allenatore in seconda: Pierluigi Sterpi

Area sanitaria
- Medico sociale: Roberto Fabrizio
- Massaggiatore: Virginio Bogliolo

## Rosa
| N. |                      | Ruolo | Calciatore           |
| -- | -------------------- | ----- | -------------------- |
|    | Italia (bandiera)    | P     | Alessandro Boccolini |
|    | Italia (bandiera)    | P     | Ivan Soldano         |
|    | Italia (bandiera)    | D     | Marco Bellomia       |
|    | Camerun (bandiera)   | D     | Landry Merlin Boyomo |
|    | Italia (bandiera)    | D     | Salvatore Caffarella |
|    | Italia (bandiera)    | D     | Paolo Capasso        |
|    | Italia (bandiera)    | D     | Andrea Corallo       |
|    | Italia (bandiera)    | D     | Alberto Falco        |
|    | Argentina (bandiera) | D     | Marcelo Roberto Neri |
|    | Italia (bandiera)    | D     | Giuseppe Vergara     |
|    | Italia (bandiera)    | C     | Francesco Baretto    |
|    | Italia (bandiera)    | C     | Federico Cerone      |
|    | Italia (bandiera)    | C     | Robert Conti         |

| N. |                   | Ruolo | Calciatore                       |
| -- | ----------------- | ----- | -------------------------------- |
|    | Italia (bandiera) | C     | Andrea Esposito (capitano)       |
|    | Italia (bandiera) | C     | Andrea Mandes                    |
|    | Italia (bandiera) | C     | Giordano Pellegrino              |
|    | Italia (bandiera) | C     | Ivo Prettner                     |
|    | Italia (bandiera) | C     | Alessandro Tagli                 |
|    | Italia (bandiera) | A     | Gasperino Cinelli                |
|    | Italia (bandiera) | A     | Andrea Crapisto                  |
|    | Italia (bandiera) | A     | Daniele Giulietti (vicecapitano) |
|    | Italia (bandiera) | A     | Marco Marzocchella               |
|    | Italia (bandiera) | A     | Marco Montante                   |
|    | Italia (bandiera) | A     | Jacopo Montesano                 |
|    | Italia (bandiera) | A     | Alessandro Provenzano            |

## Statistiche

### Statistiche di squadra
| Competizione             | Punti | In casa | In casa | In casa | In casa | In casa | In casa | In trasferta | In trasferta | In trasferta | In trasferta | In trasferta | In trasferta | Totale | Totale | Totale | Totale | Totale | Totale | DR  |
| Competizione             | Punti | G       | V       | N       | P       | Gf      | Gs      | G            | V            | N            | P            | Gf           | Gs           | G      | V      | N      | P      | Gf     | Gs     | DR  |
| ------------------------ | ----- | ------- | ------- | ------- | ------- | ------- | ------- | ------------ | ------------ | ------------ | ------------ | ------------ | ------------ | ------ | ------ | ------ | ------ | ------ | ------ | --- |
| Eccellenza               | 67    | 15      | 13      | 2       | 0       | 33      | 7       | 15           | 7            | 5            | 3            | 23           | 9            | 30     | 20     | 7      | 3      | 56     | 16     | +40 |
| Coppia Italia Dilettanti | -     | 4       | 1       | 2       | 1       | 5       | 9       | 4            | 3            | 0            | 1            | 9            | 5            | 8      | 4      | 2      | 2      | 14     | 9      | +5  |
| Totale                   | -     | 19      | 14      | 4       | 1       | 38      | 16      | 19           | 10           | 5            | 4            | 32           | 14           | 38     | 24     | 9      | 5      | 70     | 25     | +45 |